# Легойский наслег
Легойский наслег — сельское поселение в Усть-Алданском улусе Якутии Российской Федерации.
Административный центр — село Кептени.

## История
Статус и границы сельского поселения установлены Законом Республики Саха (Якутия) от 30 ноября 2004 года N 173-З N 353-III «Об установлении границ и о наделении статусом городского и сельского поселений муниципальных образований Республики Саха (Якутия)».

## Население
| 2002  | 2010  | 2011  | 2012  | 2013  | 2014  | 2015  |
| ----- | ----- | ----- | ----- | ----- | ----- | ----- |
| 1456  | ↗1527 | ↘1525 | ↘1496 | ↘1490 | ↗1493 | ↗1496 |
| 2016  | 2017  | 2018  | 2019  | 2020  | 2021  |       |
| ↗1501 | ↘1491 | ↘1467 | ↘1444 | ↘1438 | ↗1440 |       |

## Состав сельского поселения
| № | Населённый пункт | Тип населённого пункта       | Население |
| - | ---------------- | ---------------------------- | --------- |
| 1 | Далы             | посёлок                      | ↘49       |
| 2 | Кептени          | село, административный центр | ↘1063     |
| 3 | Хомустах         | посёлок                      | ↘367      |

## Руководство
По итогам досрочных выборов, прошедшего 5 марта 2017 года, избран глава муниципального образования Местников Марк Васильевич.